# Toccata pour instruments de percussion

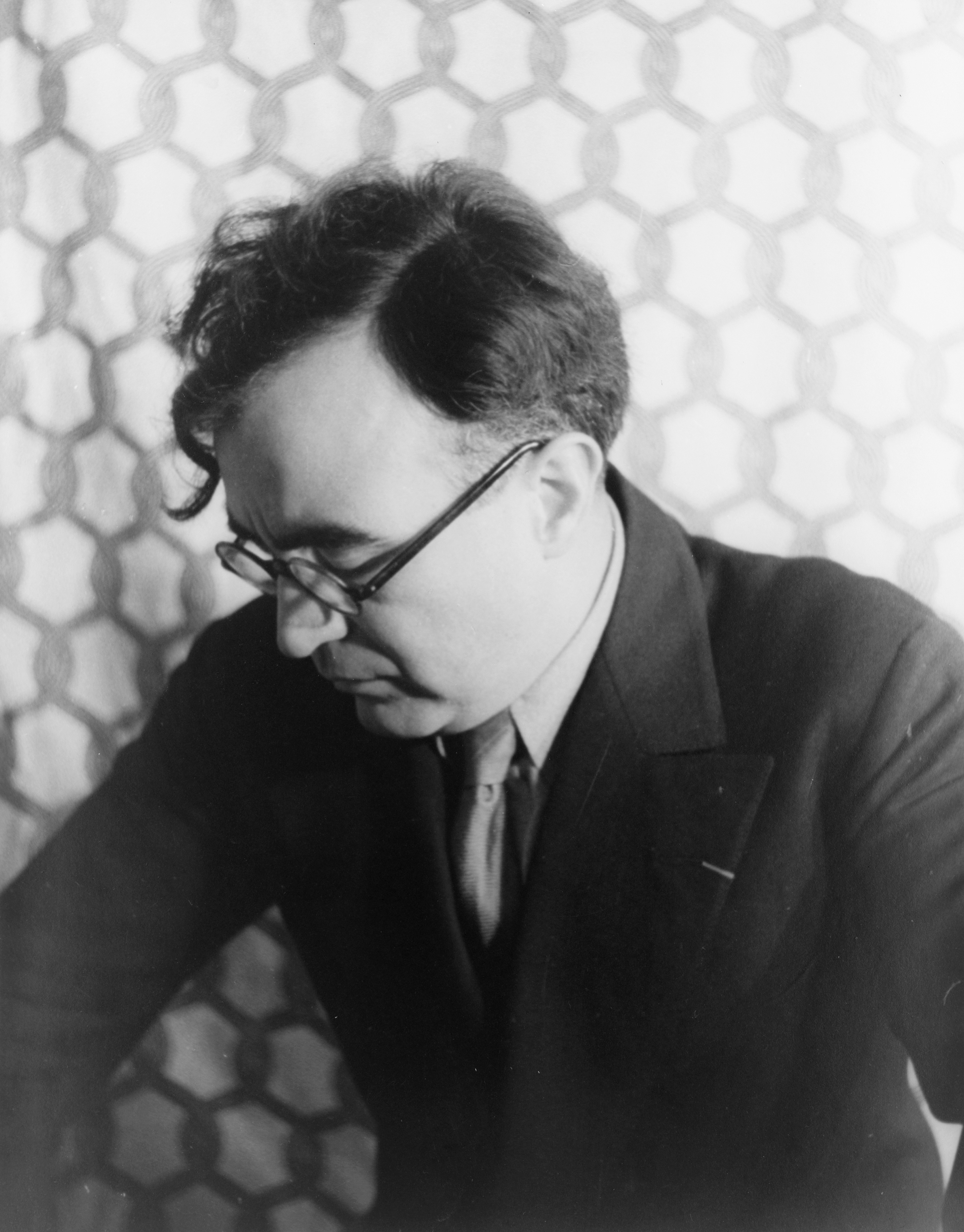
Un portrait du compositeur Carlos Chavez.

La Toccata pour instruments de percussion (1942), est écrite par le compositeur mexicain du vingtième siècle, Carlos Chávez. Elle figure parmi ses plus célèbres compositions. Elle nécessite six interprètes, jouant chacun un certain nombre d'instruments de percussion.

## Contexte
Dans les années 1930, Carlos Chávez est approché par le compositeur d'avant-garde, John Cage, qui lui demande s'il ne pouvait composer une pièce pour un ensemble de percussions avec qui Cage part en tournée. La pièce, d'une douzaine de minutes, est achevée en 1942, à temps pour la tournée sur la Côte Ouest de Cage. En revanche, l'ensemble est incapable d'exécuter la pièce, en raison des difficiles roulements de tambour soutenus  dans les mesures d'ouverture. La Toccata est finalement créée en 1948, par l'Orchestre symphonique de Mexico, que Chávez a fondé et dirigé. Eduardo Hernández Moncada, cependant, avait déjà effectué la création dès le 31 octobre 1947, avec les membres de l'orchestre du conservatoire national de Mexico,.
En 1952, Xavier Francis chorégraphie la toccata pour l'académie de danse mexicaine, sous le titre Tóxcatl. Décors et costumes sont réalisés par Miguel Covarrubias et les danseurs principaux sont Xavier Francis, Raquel Gutiérrez, et Elena Noriega. Le titre fait référence à l'une des dix-huit fêtes fixes du calendrier Aztèque, qui se célébrait le cinquième mois de chaque année en l'honneur de Tezcatlipoca (le « tabac miroir » ou « miroir de feu »).

## Structure
La Toccata nécessite 2 caisses claires, tambours Indiens (1 petite et 1 ou 2 grands), 2 tambours ténors, grosse caisse, claves, maracas, 2 cymbales suspendues, petits et grands gongs, 2 carillons tubulaires, glockenspiel, xylophone et 3 timbales, le tout réparti entre six interprètes. L'œuvre est en trois mouvements, joués sans interruption.
La toccata a été l'une des premières grandes pièces écrites pour ensemble de percussions seul, devenant une pierre angulaire de la musique rythmique. À l'origine, une toccata est une composition, virtuose et rapide. Cependant, Chávez applique le mot « toccata », dans son sens étymologique original, de la racine italienne, toccare, ou « toucher », qu'il a utilisé pour afficher les différentes touches qu'un artiste peut interpréter, plutôt que les différentes nuances. Chávez a rédigé le programme : « La Toccata a été écrite comme une expérience orthodoxe d'utilisation des instruments à percussion — ceux qui sont utilisés régulièrement dans les orchestres symphoniques, en évitant l'exotisme et le pittoresque. Par conséquent, elle s'appuie sur son expression purement musicale et sa structure formaliste ».
Les premier et dernier mouvements, des trois mouvements de l'œuvre, sont tous deux dans la forme sonate, au cours de laquelle le compositeur explore de longs roulements soutenus de motifs syncopés. Il y a un passage dans lequel les percussionnistes sont invités à étouffer le son de la batterie en couvrant la tête avec un chiffon ou une peau de chamois. La lenteur du mouvement central met l'accent sur les timbres et les tons métalliques, normalement atonale des instruments de percussion. Pendant ce mouvement, le glockenspiel et le xylophone jouent également des brins mélodieux fragmentés, qui font ressortir les racines du compositeur mexicain. Le mouvement offre un moment d'un interlude détendu avant le violent mouvement final.
L'œuvre est décrite comme rythmiquement bouillante et comme une brillante étude de rythme et de couleur, « créant un climat original d'intense attractivité et parvenant à une grande diversité d'accents, de sons et de nuances ».

## Médias
La Toccata pour instruments de percussion est utilisée comme musique d'accompagnement pour le film expérimental See Saw Seams du cinéaste américain Stan Vanderbeek.